# Saison 2 de Shake It Up
Chronologie
Saison 1 Saison 3
Cet article présente les épisodes de la deuxième saison de la série télévisée américaine Shake It Up.

## Distribution

### Acteurs principaux
- Zendaya (VF : Cathy Boquet) : Raquel "Rocky" Blue
- Bella Thorne (VF : Julie Basecqz) : Cecilia "CeCe" Jones
- Roshon Fegan (VF : Gauthier de Fauconval) : Tyler "Ty" Blue (sauf 2,4,7,10,11,15,19,21,24)
- Davis Cleveland (VF : Arthur Dubois) : Justin "Flynn" Jones (sauf 6,8,18,20)
- Adam Irigoyen (VF : David Scarpuzza) : Martin "Deuce" Martinez (sauf 4,9,11,13,14,22,27)
- Caroline Sunshine (VF : Béatrice Wegnez) : Tinka Hessenheffer (sauf 4,5,6,7,10,11,13,14,16,17,21,24,26,27)
- Kenton Duty (VF : Stéphane Pelzer) : Gunther Hessenheffer (sauf 2,4,5,6,7,10,11,13,16,17,19,21,24,27)

### Acteurs récurrents
- Anita Barone : Georgia Jones (épisodes 3,10,16,21,28)
- R. Brandon Johnson : Gary Wilde (épisodes 1-28 - apparitions)
- Phil Morris : Curtis Blue (épisodes 5 et 11)
- Ainsley Bailey : Dina Garcia (épisodes 2,6,10,16,19,21,24,25,26)
- Buddy Handleson : Henry Dillon (épisodes 2,4,11,15,28)

## Épisodes

### Épisode 1:Thérapie amicale
- États-Unis : 18 septembre 2011 sur Disney Channel
- France,  Suisse,  Belgique : 14 décembre 2011 sur Disney Channel France
- Québec : 27 août 2013 sur VRAK.TV[1]

- États-Unis : 3,6 millions de téléspectateurs

- Harriet Sansom Harris (Dr. Pepper)
- R. Brandon Johnson (Gary Wilde)
- E.E. Bell (Mr. Block)
- Skylar Keesee (jeune CeCe)
- Jasmyn Ramos (jeune Rocky)

### Épisode 2:Rivalités
- États-Unis : 25 septembre 2011 sur Disney Channel
- France,  Suisse,  Belgique : 11 janvier 2012 sur Disney Channel France
- Québec : 3 septembre 2013 sur VRAK.TV

- États-Unis : 2,9 millions de téléspectateurs

- Gabriel Morales (Julio)
- Buddy Handleson (Henry Dillon)
- Ainsley Bailey (Dina Garcia)

### Épisode 3:Opérations Los Angeles
- États-Unis : 2 octobre 2011 sur Disney Channel
- France,  Suisse,  Belgique : 18 janvier 2012 sur Disney Channel France
- Québec : 10 et 17 septembre 2013 sur VRAK.TV

- États-Unis : 3,8 millions de téléspectateurs

- Jim Pirri (en) (Oncle Frank)
- R. Brandon Johnson (Gary Wilde)
- Anita Barone (Georgia Jones)
- Christopher Rich (le maire)

- "Up, Up, and Away" par Blush
- "Bring the Fire" par Ylwa

### Épisode 4:Apparences trompeuses
- États-Unis : 9 octobre 2011 sur Disney Channel
- France,  Suisse,  Belgique : 31 octobre 2012 sur Disney Channel France
- Québec : 24 septembre 2013 sur VRAK.TV

- États-Unis : 4,6 millions de téléspectateurs

- Instant Noodles de America's Best Dance Crew
- Atticus Shaffer (Zane)
- Spencer Daniels (Paul)
- Buddy Handleson (Henry)
- Hudson Thames (D'Artagnan)
- Jodi Taffel (Brenda)

### Épisode 5:Danse ou Docteur?
- États-Unis : 23 octobre 2011 sur Disney Channel
- France,  Suisse,  Belgique : 1er février 2012 sur Disney Channel France
- Québec : 1er octobre 2013 sur VRAK.TV

- États-Unis : 3,6 millions de téléspectateurs

- Phil Morris (Dr. Curtis Blue)
- Jim Parri (Oncle Frank)
- Carla Renata (Marcie Blue)

### Épisode 6:La mauvaise critique
- États-Unis : 6 novembre 2011 sur Disney Channel
- France,  Suisse,  Belgique : 8 février 2012 sur Disney Channel France
- Québec : 8 octobre 2013 sur VRAK.TV

- États-Unis : 4 millions de téléspectateurs

- Ben Savage (Andy Burns)
- Ainsley Bailey (Dina Garcia)
- Alex McKenna (Sarah)
- Noel Arthur (garde)

### Épisode 7:Choregraphe a tout prix!
- États-Unis : 13 novembre 2011 sur Disney Channel
- France,  Suisse,  Belgique : 15 février 2012 sur Disney Channel France
- Québec : 15 octobre 2013 sur VRAK.TV

- États-Unis : 3,3 millions de téléspectateurs

- Leslie Jordan (Theodore)
- Jim Pirri (en) (Oncle Frank)
- R. Brandon Johnson (Gary Wilde)

### Épisode 8:Il faut sauver Miss Nancy
- États-Unis : 20 novembre 2011 sur Disney Channel
- France,  Suisse,  Belgique : 22 février 2012 sur Disney Channel France
- Québec : 22 octobre 2013 sur VRAK.TV

- États-Unis : 3,7 millions de téléspectateurs

- R. Brandon Johnson (Gary Wilde)
- Marissa Jaret Winokur (Ms. Nancy)
- Adam Trent (lui-même)
- Nicholas Braico (Klaus Hessenheffer)

### Épisode 9:Danseuse à la maison
- États-Unis : 27 novembre 2011 sur Disney Channel
- France,  Suisse,  Belgique : 29 février 2012 sur Disney Channel France
- Québec : 29 octobre 2013 sur VRAK.TV

- États-Unis : 3,9 millions de téléspectateurs

- Larry Miller (Larry Diller)
- Ashley Boettcher (Suzy)
- AKsquared, gagnants de Make Your Mark 2011

- "Make Your Mark" par Drew Ryan Scott
- "Bling Bling" par Windy Wagner
- "Twist My Hips" par Tim James et Nevermind

### Épisode 10:Le cadeau de Noël
- États-Unis : 11 décembre 2011 sur Disney Channel
- France,  Suisse,  Belgique : 12 décembre 2012 sur Disney Channel France
- Québec : 17 décembre 2013 sur VRAK.TV[2]

- Anita Barone (Officer Jones)
- Ainsley Bailey (Dina Garcia)
- Stuart Pankin (Santa)
- Heavy Impact Crew (Lakefield Mall dancers)

### Épisode 11:Mensonge
- États-Unis : 8 janvier 2012 sur Disney Channel
- France,  Suisse,  Belgique : 14 mars 2012 sur Disney Channel France
- Québec : 5 novembre 2013 sur VRAK.TV

- États-Unis : 3,2 millions de téléspectateurs

- Jonathan Slavin (en) (Mark Tauzzig)
- Phil Morris (Dr. Curtis Blue)
- Carla Renata (Marcie Blue)
- Buddy Handleson (Henry Dillon)

### Épisode 12:Chacun pour soi
- États-Unis : 22 janvier 2012 sur Disney Channel
- France,  Suisse,  Belgique : 21 mars 2012 sur Disney Channel France
- Québec : 12 novembre 2013 sur VRAK.TV

- États-Unis : 2,8 millions de téléspectateurs

- R. Brandon Johnson (Gary Wilde)
- Kurt Long (Host)
- Gina St. John (reporter)
- Mary Jo Catlett (Elderly Woman)
- Beat Freaks (featured dancers)

- "Edge Of The Mirror" par Emme Rose
- "Bring the Fire" par Ylwa

### Épisode 13:Une fan trop collante!
- États-Unis : 19 février 2012 sur Disney Channel
- France,  Suisse,  Belgique : 28 mars 2012 sur Disney Channel France
- Québec : 19 novembre 2013 sur VRAK.TV

- États-Unis : 3,5 millions de téléspectateurs

- Kerris Dorsey (Kat)
- les ICONic Boyz de America's Best Dance Crew
- Jay Thomas (Dave Gold)

- "Bring the Fire" par Ylwa
- "Critical" par TKO & Nevermind
- "Edge of the Mirror" par Emme Rose
- "Moves Like Magic" par Adam Trent
- "Overtime" par Robyn Newman (instrumental)

### Épisode 14:Rocky contre Cece!
- États-Unis : 26 février 2012 sur Disney Channel
- France,  Suisse,  Belgique : 11 avril 2012 sur Disney Channel France
- Québec : 26 novembre 2013 sur VRAK.TV

- États-Unis : 2,6 millions de téléspectateurs

- Joel Brooks (Mr. Polk)

### Épisode 15:Procès en direct
- États-Unis : 11 mars 2012 sur Disney Channel
- France,  Suisse,  Belgique : 12 septembre 2012 sur Disney Channel France
- Québec : 3 décembre 2013 sur VRAK.TV

- États-Unis : 3,3 millions de téléspectateurs

- Loretta Devine (Juge Marsha)
- Buddy Handleson (Henry Dillon)
- Nicholas Braico (Klaus Hessenheffer)
- William Ragsdale (Announcer)

- "TTYLXOX" par Bella Thorne
- "We Right Here" par Drew Ryan Scott

### Épisode 16:L'amour toujours
- États-Unis : 25 mars 2012 sur Disney Channel
- France,  Suisse,  Belgique : 19 septembre 2012 sur Disney Channel France
- Québec : 10 décembre 2013 sur VRAK.TV

- États-Unis : 3 millions de téléspectateurs

- Tyra Banks (Ms. Burke)
- Teala Dunn (Gina)
- Ainsley Bailey (Dina Garcia)
- Anita Barone (Georgia Jones)
- Matthew Glave (J.J. Jones)

### Épisode 17:La vengeance de Flynn
- États-Unis : 1er avril 2012 sur Disney Channel
- France,  Suisse,  Belgique : 26 septembre 2012 sur Disney Channel France
- Québec : sur VRAK.TV

- États-Unis : 2,5 millions de téléspectateurs

- Denyse Tontz (Gloria)
- David Shatraw (Host)
- Jerry Sroka (Agent)

### Épisode 18:Le fantôme du studio
- États-Unis : 15 avril 2012 sur Disney Channel
- France,  Suisse,  Belgique : 3 octobre 2012 sur Disney Channel France

- États-Unis : 3,7 millions de téléspectateurs

- Steve Monroe (Ralph)
- Bridget Shergalis (Abigail)

### Épisode 19:Deux endroit en même temps
- États-Unis : 13 mai 2012 sur Disney Channel
- France,  Suisse,  Belgique : 10 octobre 2012 sur Disney Channel France

- États-Unis : 3,3 millions de téléspectateurs

- Ainsley Bailey (Dina Garcia)

### Épisode 20:Stop les uniformes
- États-Unis : 20 mai 2012 sur Disney Channel
- France,  Suisse,  Belgique : 17 octobre 2012 sur Disney Channel France

- États-Unis : 3,1 millions de téléspectateurs

### Épisode 21:La jalousie est un vilain défaut
- États-Unis : 3 juin 2012 sur Disney Channel
- France,  Suisse,  Belgique : 24 octobre 2012 sur Disney Channel France

- États-Unis : 3,2 millions de téléspectateurs

- Ainsley Bailey (Dina Garcia)
- Markus Silbiger (Kevin)
- James Kevin Ward (Robert Lautner)
- Kira Kosarin (Raina Kumar)

### Épisode 22:Amour faux et mensonge
- États-Unis : 10 juin 2012 sur Disney Channel
- France,  Suisse,  Belgique : 31 octobre 2012 sur Disney Channel France

- États-Unis : 2,8 millions de téléspectateurs

- "Total Access" par Nevermind, TKO et SOS
- "Don't Push Me" par Coco Jones
- "Moves Like Magic" par Adam Trent

### Épisode 23:Retour aux années 1950
- États-Unis : 1er juillet 2012 sur Disney Channel
- France,  Suisse,  Belgique : 7 novembre 2012 sur Disney Channel France

- États-Unis : 3,7 millions de téléspectateurs

- Anita Gillette (Edie Wilde)

### Épisode 24:Garde à vous!
- États-Unis : 15 juillet 2012 sur Disney Channel
- France,  Suisse,  Belgique : 14 novembre 2012 sur Disney Channel France

- États-Unis : 3,9 millions de téléspectateurs

- Suzi Barrett (Major Dance)
- Katelin Petersen (Kansas)
- Chloe Peterson (Jo)
- Ainsley Bailey (Dina Garcia)

### Épisode 25:Deux soirée pyjama spécial
- États-Unis : 29 juillet 2012 sur Disney Channel
- France,  Suisse,  Belgique : 21 novembre 2012 sur Disney Channel France

- États-Unis : 3,1 millions de téléspectateurs

### Épisode 26:Surprise!
- États-Unis : 5 août 2012 sur Disney Channel
- France,  Suisse,  Belgique : 28 novembre 2012 sur Disney Channel France

- États-Unis : 2,9 millions de téléspectateurs

- Adam Irigoyen (Harrison)

### Épisode 27:Humilier en direct
- États-Unis : 12 août 2012 sur Disney Channel
- France,  Suisse,  Belgique : 5 décembre 2012 sur Disney Channel France

- États-Unis : 3,8 millions de téléspectateurs

### Épisode 28:Destination Japon
- États-Unis : 17 août 2012 sur Disney Channel
- France,  Suisse,  Belgique : 20 novembre 2012 sur Disney Channel France

- États-Unis : 4,5 millions de téléspectateurs

- Keone Young
- R. Brandon Johnson
- Anita Barone
- Blue Man Group
- Ally Maki

- "Fashion Is My Kryptonite" par Bella Thorne feat. Zendaya
- "Made In Japan" par Bella Thorne feat. Zendaya
- "The Same Heart" par Zendaya feat. Bella Thorne
- "Total Access" par TKO feat. Nevermind et SOS
- "Don't Push Me" par Coco Jones
- "Show Ya How" par Kenton Duty feat. Adam Irigoyen
- "Shake It Up" par Selena Gomez

- Ceci est un épisode de 70 minutes en trois parties.
- Ceci est le premier épisode de toute la série qui, en version originale, ne se termine pas par "It Up".